# Villebazy

Villebazy este o comună în departamentul Aude din sudul Franței. În 1 ianuarie 2022 avea o populație de 140 de locuitori.
Pe teritoriul comunei este mănăstirea ortodoxă Cantauque, fondată în 2002.